# Vladimir Nemet
Vladimir Nemet - Braco Kozarčanin (Zagreb, 8. prosinca 1918. — blizina Bosanskog Petrovca, 2. kolovoza 1944.) bio je sudionik Narodnooslobodilačke borbe i narodni heroj Jugoslavije.

## Životopis
Rođen je 1918. godine u Zagrebu. Kao srednjoškolac, uključio se u revolucionarni studentski pokret, dolaskom na Tehnički fakultet Zagrebačkog sveučilišta.
Stručno udruženje studenata Tehničkog fakulteta, godinama je bilo utvrda frankovačkih mladih intelektualaca. U njemu se uporno pokušavala provesti antisemitska ideja i odbijana svaka suradnja sa studentima Ljubljanskog i Beogradskog sveučilišta. Na godišnjoj skupštini Udruženja studenata Tehničkog fakulteta, 18. svibnja 1940. godine, frankovci su doživjeli poraz. Izveo ga je, uz nositelja ljevičarske liste, Niku Tomića, i Vladimir Nemet, koji je, uz petoricu ljevičara, ušao u novi Upravni odbor. Nemet je, neposredno pred rat, bio primljen za člana u Komunističkoj partiji Jugoslavije.

### Drugi svjetski rat
Poslije okupacije Kraljevine Jugoslavije u travnju 1941. godine, Nemet je ostao u okupiranom Zagrebu i ilegalno djelovao po zapovjedima rukovodstva KPH. Sudjelovao je u prikupljanju oružja i raspačavanju letaka. Kad je Centralni komitet Komunističke partije Jugoslavije, početkom srpnja 1941. godine, izdao odluku o dizanju oružanog ustanka, Vladimir je, uz pomoć falsificirane propusnice, izašao iz okupiranog Zagreba i došao u Prijedor. Tu se povezao s Ivicom Marušićem i zajedno s njim organizirao rušenje postrojenja u rudniku Ljubiji.
Iz Prijedora je otišao na Kozaru, gdje je isprva bio kurir Drugog krajiškog partizanskog odreda za središnju Bosnu. Tu je dobio i nadimak „Braco Kozarčanin“. Krajem 1942., postao je tajnik Okružnog komiteta SKOJ-a za Kozaru. Formirao je nove skojevske podružnice i uspješno prošao kroz sve bitke na opkoljenoj Kozari.
Kasnije je rukovodio tečajem za skojevske rukovoditelje u Mrkonjić Gradu i Jajcu. Kao odličan organizator, 1943. godine postao je član Pokrajinskog komiteta SKOJ-a za Bosnu i Hercegovinu.
Poginuo je 2. kolovoza 1944. godine između Ključa i Bosanskog Petrovca, u neprijateljskom zračnom napadu.
Ukazom Prezidija Narodne skupštine Federativne Narodne Republike Jugoslavije, 20. prosinca 1951. godine, proglašen je za narodnog heroja.